# Brian Robbins
Brian Levine, conhecido profissionalmente como Brian Robbins (Brooklyn, 22 de novembro de 1963) é um ator, diretor cinematográfico, diretor de TV, produtor cinematográfico, produtor de TV e roteirista estadunidense de televisão e cinema.
Ele frequentemente colabora com o produtor Michael Tollin.

## Filmografia

### Como diretor
- 1997 - Good Burger
- 1999 - Varsity Blues
- 2000 - Ready to Rumble
- 2004 - The Perfect Score
- 2006 - The Shaggy Dog
- 2007 - Norbit
- 2008 - Meet Dave
- 2012 - A Thousand Words

### Como ator
- Harper Valley PTA (1 episódio, 1982)
- Archie Bunker's Place (1 episódio, 1982)
- The Facts of Life (1 episódio, 1982)
- Taxi (1 episódio, 1982)
- Three's Company (1 episódio, 1983)
- Knight Rider (1 episódio, 1983)
- Diff'rent Strokes (1 episódio, 1984)
- Newhart (1 episode, 1984)
- Charles in Charge (1 episódio, 1985)
- Growing Pains (1 episódio, 1985)
- The Gladiator (1986)
- Mr. Belvedere (1 episódio, 1986)
- Kids Incorporated (1 episódio, 1987)
- Cellar Dweller (1988)
- C.H.U.D. II: Bud the C.H.U.D. (1989)
- Camp Cucamonga (1990)
- Head of the Class (114 episódios, 1986–1991)
- Full House (2 episódios, 1992)
- Kenan & Kel (1 episódio, 1997)